# Mireia Mata i Solsona
Mireia Mata i Solsona (Portbou, Alt Empordà, 1 de setembre del 1967) és una filòloga i política catalana.
Va estudiar Filologia Catalana per la Universitat Autònoma de Barcelona, i té un Postgrau en Gestió Cultural per la Universitat Ramon Llull, així com un Màster d'Alta Funció Directiva per l'Escola d'Administració Pública de Catalunya.
Va ser durant vuit anys, entre el 2007 i 2015, regidora de l'Ajuntament de Figueres, també va ser consellera comarcal de l'Alt Empordà els anys 2011 i 2012, i va treballar d'administrativa a la Generalitat de Catalunya. Va formar part de la direcció nacional d'ERC i, entre els seus càrrecs de responsabilitat al Govern, ha estat coordinadora territorial de Joventut a Girona, i Directora de Serveis Territorials de Governació i Administracions Públiques. També va ser Delegada de l'Escola d'Administració Pública a Girona.
Des del 2016 al 2021 va ocupar el càrrec de Directora General d'Igualtat de la Generalitat de Catalunya. Des del 2021 fins al setembre de 2024 fou la Secretària d'Igualtats del Departament d'Igualtat i Feminismes.
El seu càrrec li atorga la responsabilitat de vetllar perquè cap col·lectiu no se senti discriminat per motiu d'origen, llengua, capacitat, orientació sexual o identitat de gènere, per tal que les oportunitats siguin les mateixes per a tothom.